# Robert W. Holley
Robert William Holley (Urbana (Illinois) 28 januari 1922 – Los Gatos 11 februari 1993) was een Amerikaans biochemicus en Nobelprijswinnaar. In 1968 won hij samen met Har Gobind Khorana en Marshall Nirenberg de Nobelprijs voor de Fysiologie of Geneeskunde voor het beschrijven van de structuur van alanine transfer RNA, verbindend DNA en proteïnesynthese.

## Biografie
Holley werd geboren in Urbana, Illinois, als zoon van Charles Elmer en Viola Esther (Wolfe) Holley, beide onderwijzers. Naast Robbert hadden ze nog drie zonen. Hij studeerde scheikunde aan de Universiteit van Illinois te Urbana-Champaign, alwaar hij in 1942 afstudeerde. Voor zijn Ph.D. ging Holley naar de Cornell-universiteit, alwaar hij organische chemie studeerde. Tijdens de Tweede Wereldoorlog werkte Holley twee jaar onder professor Vincent du Vigneaud aan het medisch college van de Cornell-universiteit. Hij raakte hier betrokken bij de eerste chemische synthese van penicilline. Holley voltooide zijn Ph.D. studie in 1947.
Na zijn studie bleef Holley verbonden met Cornell. Hij werd hier in 1948 assistent-professor in organische chemie. In 1962 werd hij benoemd tot professor in biochemie. Na van 1955 tot 1956 een sabbatical te hebben gehouden, begon hij samen James F. Bonner aan zijn RNA-onderzoek. De twee deden dit onderzoek aan Caltech.
Holley's RNA-onderzoek richtte zich eerst op het isoleren van transfer RNA en later op het vaststellen van de structuur van alanine tRNA, het molecuul dat het aminozuur alanine aan proteïnes bindt. Holley's team van onderzoekers stelde de structuur van het tRNA vast met behulp van twee ribonucleasen om het tRNA molecuul te splitsen. Elk enzym splitste het molecuul op de punten van specifieke nucleotides. Door de structuur van alle losse stukjes te vergelijken met elkaar kon de structuur worden opgehelderd.
De structuur van alanine werd in 1964 voltooid, en bleek een belangrijke ontdekking in het verklaren van de synthese van proteïnes uit messenger RNA. Het was ook de eerste nucleotide sequentie van het RNA dat werd vastgesteld. Holleys methode werd later door andere wetenschappers verder uitgewerkt om ook andere tRNA's te onderzoeken.
In 1968 werd Holley een resident fellow aan het Salk Instituut voor Biologische Studies in La Jolla.

## Verwijzingen
- (en)  Robert W. Holley, "Alanine transfer RNA", 12 december 1968. Holley's lezing voor zijn Nobelprijs
- Dit artikel of een eerdere versie ervan is een (gedeeltelijke) vertaling van het artikel Robert W. Holley op de Engelstalige Wikipedia, dat onder de licentie Creative Commons Naamsvermelding/Gelijk delen valt. Zie de bewerkingsgeschiedenis aldaar.
- (en)  EE Allen Notable Twentieth-Century Scientists, "Robbert W. Holley", 1995. ISBN 978-0810391819
- (en)  New York Times, "Robert W. Holley Is Dead at 71; Won Nobel for Work in Genetics", 14 februari 1993.
- (en)  Nobelprize.org, "Robert W. Holley - Biographical", 1968.
- (en)  R Thavanathan en S Morgan "Who was the mysterious and possibly dangerous man we call ..........Robert W. Holley (1922-1993) ?".

1901: Behring · 
1902: Ross · 
1903: Finsen · 
1904: Pavlov · 
1905: Koch · 
1906: Golgi, Ramón y Cajal · 
1907: Laveran · 
1908: Mechnikov, Ehrlich · 
1909: Kocher · 
1910: Kossel · 
1911: Gullstrand · 
1912: Carrel · 
1913: Richet ·
1914: Bárány · 
1919: Bordet · 
1920: Krogh · 
1922: Hill, Meyerhof · 
1923: Banting, Macleod · 
1924: Einthoven ·
1926: Fibiger · 
1927: Wagner-Jauregg · 
1928: Nicolle · 
1929: Eijkman, Hopkins · 
1930: Landsteiner · 
1931: Warburg · 
1932: Sherrington, Adrian · 
1933: Morgan · 
1934: Whipple, Minot, Murphy · 
1935: Spemann · 
1936: Dale, Loewi · 
1937: Szent-Györgyi · 
1938: Heymans · 
1939: Domagk · 
1943: Dam, Doisy · 
1944: Erlanger, Gasser · 
1945: Fleming, Chain, Florey · 
1946: Muller · 
1947: C. Cori, G. Cori, Houssay · 
1948: Müller · 
1949: Hess, Moniz · 
1950: Kendall, Reichstein, Hench · 
1951: Theiler · 
1952: Waksman · 
1953: Krebs,Lipmann ·
1954: Enders, Weller, Robbins · 
1955: Theorell · 
1956: Cournand, Forssmann, Richards · 
1957: Bovet · 
1958: Beadle, Tatum, Lederberg · 
1959: Ochoa, Kornberg · 
1960: Burnet, Medawar · 
1961: Békésy · 
1962: Crick, Watson, Wilkins · 
1963: Eccles, Hodgkin, Huxley · 
1964: Bloch, Lynen · 
1965: Jacob, Lwoff, Monod · 
1966: Rous, Huggins · 
1967: Granit, Hartline, Wald · 
1968: Holley, Khorana, Nirenberg · 
1969: Delbrück, Hershey, Luria · 
1970: Katz, Euler, Axelrod · 
1971: Sutherland · 
1972: Edelman, Porter · 
1973: Frisch, Lorenz, Tinbergen · 
1974: Claude, De Duve, Palade · 
1975: Baltimore, Dulbecco, Temin ·
1976: Blumberg, Gajdusek · 
1977: Guillemin, Schally, Yalow · 
1978: Arber, Nathans, Smith · 
1979: Cormack, Hounsfield · 
1980: Benacerraf, Dausset, Snell · 
1981: Sperry, Hubel, Wiesel · 
1982: Bergström, Samuelsson, Vane · 
1983: McClintock · 
1984: Jerne, Köhler, Milstein · 
1985: Brown, Goldstein · 
1986: Cohen, Levi-Montalcini · 
1987: Tonegawa · 
1988: Black, Elion, Hitchings · 
1989: Bishop, Varmus · 
1990: Murray, Thomas · 
1991: Neher, Sakmann · 
1992: Fischer, Krebs · 
1993: Roberts, Sharp · 
1994: Gilman, Rodbell · 
1995: Lewis, Nüsslein-Volhard, Wieschaus · 
1996: Doherty, Zinkernagel · 
1997: Prusiner · 
1998: Furchgott, Ignarro, Murad · 
1999: Blobel · 
2000: Carlsson, Greengard, Kandel ·
2001: Hartwell, Hunt, Nurse · 
2002: Brenner, Horvitz, Sulston · 
2003: Lauterbur, Mansfield · 
2004: Axel, Buck · 
2005: Marshall, Warren ·
2006: Fire, Mello ·
2007: Capecchi, Smithies, Evans ·
2008: Zur Hausen, Barré–Sinoussi, Montagnier ·
2009: Blackburn, Greider, Szostak ·
2010: Edwards ·
2011: Beutler, Hoffmann, Steinman ·
2012: Gurdon, Yamanaka ·
2013: Rothman, Schekman, Südhof ·
2014: O'Keefe, Moser, Moser ·
2015: Campbell, Omura, Tu ·
2016: Osumi ·
2017: Hall, Rosbash, Young ·
2018: Allison, Honjo ·
2019: Kaelin, Ratcliffe, Semenza ·
2020: Alter, Houghton, Rice ·
2021: Julius, Patapoutian ·
2022: Pääbo ·
2023: Karikó, Weissman ·
2024: Ambros, Ruvkun
- Gemeinsame Normdatei: 114769613
- International Standard Name Identifier: 0000 0000 5723 2196
- Nationale Bibliotheek van Tsjechië: nlk20000083432
- SNAC: w6w95k1c
- Virtual International Authority File: 84793329
- WorldCat: E39PBJqFHKmxdPffqFQXvr7fv3